# BTG4
BTG4‏ (BTG anti-proliferation factor 4) هوَ بروتين يُشَفر بواسطة جين BTG4 في الإنسان.